# Coscrizione
La coscrizione è un istituto giuridico in base al quale  si prevede l'iscrizione dei cittadini di uno Stato in apposite liste, al fine di consentire la chiamata di quest'ultimi al servizio militare obbligatorio.
     Paesi senza forze armate.
     Paesi che attualmente non adottano la coscrizione.
     Paesi che adottano la coscrizione (meno del 20% degli idonei è coscritto).
     Paesi che hanno in programma l'abolizione della coscrizione.
     Coscrizione attualmente in vigore.
     Dati non disponibili.

Mappa che mostra quali Paesi adottano la coscrizione (anno 2008)
Paesi senza forze armate.
Paesi che attualmente non adottano la coscrizione.
Paesi che adottano la coscrizione (meno del 20% degli idonei è coscritto).
Paesi che hanno in programma l'abolizione della coscrizione.
Coscrizione attualmente in vigore.
Dati non disponibili.

Quando è imposta dalla legge si parla di "coscrizione obbligatoria". Il cittadino arruolato tramite tale procedimento viene genericamente definito coscritto.
All'inizio del XXI secolo la maggior parte degli Stati occidentali pose fine alla coscrizione: tra questi figurano la Francia (1997), l'Italia (2005) e la Germania (2011). Altri Paesi – come Norvegia, Svizzera, Finlandia e Austria – hanno conservato questo sistema. La Svezia lo ha reintrodotto nel 2016.

## Storia
Sebbene già durante la guerra dei cento anni si ebbero alcuni prodromi dell'istituto della leva militare, la coscrizione militare obbligatoria in Europa venne introdotta con certa diffusione solo a partire dal XVIII secolo. Lo scoppio della rivoluzione francese ne favorì uno sviluppo ulteriore, con il fenomeno della levée en masse. La coscrizione fu uno dei motivi delle vittorie di Napoleone Bonaparte contro gli eserciti europei, giacché comportò l'aumento esponenziale del numero di soldati coinvolti nel conflitto. Tale prevedeva cinque anni di durata, l'estrazione a sorte tra gli abili di ogni Paese (distretti) fino a numero raggiunto e la possibilità della surrogazione tramite il pagamento di una penale.

## Liste di coscrizione
Le liste di coscrizione sono degli elenchi nominativi in cui vengono iscritti tutti i soggetti per i quali ne è previsto l'obbligo, che sono tenute dagli enti preposti.
Generalmente, ai sensi della legge, solo coloro che hanno cittadinanza presso un dato Stato sono soggetti all'obbligo e vengono arruolati come soldati semplici.

## Nel mondo

### Italia
Una prima disciplina generale venne dettata dalla legge 20 marzo 1865, n. 2248: i nominativi dei cittadini soggetti alla chiamata (esclusivamente i maschi di maggiore età) erano contenuti nelle liste di leva, formate dal comune italiano di residenza del cittadino interessato (legge 20 marzo 1865, n. 2248 allegato A), nelle quali venivano iscritti tutti i giovani al compimento del 17º anno di età. Del fatto veniva data notizia mediante affissione di manifesti presso l'albo pretorio e nel territorio del comune interessato. Successivamente, il R.D. 13 novembre 1870 n. 6026 istituì a far data dal 16 dicembre i distretti militari.
Dopo la sospensione della leva militare l'istituto è regolato dal decreto legislativo 15 marzo 2010, n. 66.

### Algeria
In Algeria il servizio militare è obbligatorio per tutti gli uomini che sono arrivati all'età di 19 anni senza problemi fisici o mentali. Fino al 2002 la durata di tale fu di ventiquattro mesi. Ridotto inizialmente alla durata di diciotto mesi, fu poi ridimensionato a dodici mesi dal presidente Abdelaziz Bouteflika nel 2014. In caso di renitenza sono previsti due anni di carcere con l'obbligo di prestare servizio a fine della condanna. Ci sono anche fattispecie che possono invalidare l'obbligo di servizio: l'essere alti meno di 160 cm; l'avere un indice di massa corporea maggiore di 30 (Obesità di I livello). È anche possibile beneficiare di un'esenzione per vari motivi: tra di essi, la necessità di fornire supporto alla propria famiglia. La coscrizione inizialmente prevedeva sei mesi di formazione fisico-attitudinale e dodici mesi di servizio come truppa semplice o come truppa nel corpo sanitario.
Dal 1999 l'esercito algerino ha intrapreso un piano di ammodernamento. Nel 2007 il governo ha intrapreso la strada dell'abolizione e ha accolto l'idea di impiegare solo soldati di professione. Nell'aprile del 2008 si è giunti ad una proposta di revisione del servizio civile, proponendo che non dovesse superare i nove mesi di durata. Al giorno d'oggi, tuttavia, non è stato effettuato alcun cambiamento nell'ordinamento in merito.

### Germania
Il servizio militare (Wehrdienst) in Germania è in linea di principio obbligatorio, ma l'obbligo (Wehrpflicht) è stato sospeso dal 1º luglio 2011. La coscrizione era in vigore per tutti i cittadini maschi. Tra gli esentati figuravano coloro che avevano due fratelli che avevano già svolto tale servizio (la legge tedesca sancisce che non si possano coscrivere più di due figli da una famiglia); coloro aventi un antenato precedentemente perseguitato dal nazionalsocialismo; coloro che erano intenzionati a proseguire gli studi di teologia per diventare un pastore cattolico o protestante. Potevano usufruire dell'esenzione – previa richiesta – anche gli uomini sposati o aventi un bambino in affidamento.
Sebbene la coscrizione tedesca fosse originariamente di natura militare, oggi la maggior parte dei coscritti svolge compiti civili e non militari. Coloro che non specificano una preferenza d'assegnazione vengono accorpati – di norma – alla Bundeswehr. La formazione di base (Grundwehrdient) prevede tre mesi di formazione e sei mesi di servizio attivo. Il coscritto può normalmente raggiungere il grado di Obergefreiter. Durante la durata del servizio sono previsti dei benefici di varia natura (esenzioni varie, soggiorni gratuiti, ecc). Lo stipendio di un coscritto è di circa 9€ al giorno.
Durante il loro servizio militare i coscritti non possono essere schierati all'estero contro la loro volontà. I soldati tedeschi operanti per il KFOR (ma anche, in passato, per l'ISAF) sono – spesso, per questo motivo – dei soldati professionisti e volontari. I coscritti che desiderano prendere parte a tali missioni devono fare richiesta apposita.
La Costituzione tedesca (Grundgesetz) specifica che l'obiezione di coscienza deve essere resa possibile. I futuri coscritti possono quindi optare per un servizio alternativo a quello prettamente militare (Wehrersatzdienst). L'obiettore di coscienza deve affermare in una lettera personale le sue obiezioni allo svolgimento del servizio militare. In questo caso, l'obiezione di coscienza è generalmente accettata senza alcun problema. Un servizio alternativo è, spesso, più pratico del servizio militare poiché si può continuare a vivere in casa e non nelle caserme militari. Nel 1957 – nella sua Lettre à un jeune catholique – l'intellettuale Heinrich Böll attacca vigorosamente il ritorno della coscrizione in Germania nel contesto della guerra fredda.

### Australia
Dal 5 dicembre 1972 non vi è alcuna coscrizione in Australia.

### Belgio
Il servizio militare personale è stato obbligatorio dal 14 dicembre 1909 (al tasso di un figlio per famiglia, poi universale dal 1913). Dopo la seconda guerra mondiale alcuni dei coscritti svolsero il loro servizio in Germania, presso la zona d'occupazione belga (presso Colonia). Il servizio militare è stato sospeso dal 1995 ma non è formalmente abrogato.
Dal gennaio 2010 è comunque possibile effettuare un servizio militare su base volontaria: i candidati possono svolgere servizio come CSOR o COR (quest'ultimo di più lunga durata).

### Brasile
In Brasile il servizio di leva militare risale all'era coloniale: i coloni dovevano difendere il capitano donatario al quale erano affidati nel caso di eventuali attacchi indigeni.
Secondo la legge federale n. 4375 esiste, in linea di principio, un obbligo di leva per i cittadini di sesso maschile. Tuttavia, la prassi attuale è orientata al fabbisogno di personale delle forze armate, cosicché la maggior parte dei brasiliani non è costretta a prestare servizio militare.

### Canada
In Canada i nazionalisti del Québec si opposero alla coscrizione durante le due guerre mondiali. Nella maggioranza dei casi i canadesi francesi si opposero a questa pratica.

### Cina
Il servizio di leva in Cina risale alla dinastia Qin, fondatrice dello stato Qin. Delle fonti storiche stimano il numero dei coscritti impiegati nella costruzione della Grande Muraglia a circa 300 000 soldati e circa 500 000 lavoratori. In tempi successivi la coscrizione venne abolita e reintrodotta in numerose occasioni.
Nella Repubblica Popolare Cinese del 2011 la coscrizione universale è teoricamente obbligatoria per legge. Dati l'imponente numero della popolazione cinese e l'ampia disponibilità di candidati, l'Esercito Popolare di Liberazione ha volontari a sufficienza da non richiederne altri tramite la coscrizione. Ogni 31 dicembre, infatti, i cittadini maschi di 18 anni dovrebbero essere chiamati in caserma. Il servizio attivo, laddove richiesto, dura due anni.
L'esercito può reclutare studenti di corsi di laurea per specifici compiti militari.

### Corea del Nord
Nel 1993 il contenuto esatto della legislazione in questo settore era sconosciuto. Gli uomini e le donne sono chiamati al servizio militare, a condizione che siano considerati fedeli al partito. La durata del servizio è di 42 mesi, i quali iniziano a partire dall'età di 17 anni.
Nel 2012 l'altezza minima dei coscritti va da 145 a 142 cm, per superare gli effetti della carestia degli anni 1990.

### Corea del Sud
La coscrizione in Corea del Sud esiste dal 1957 e richiede ai cittadini maschi di età compresa tra i 18 e i 35 anni di prestare il servizio militare obbligatorio. Le donne non sono obbligate a prestare il servizio militare, ma possono arruolarsi volontariamente.

### Spagna
In Spagna i vari servizi militari, attuati dopo la reggenza successiva alla morte di Ferdinando VII, avevano riscontrato problemi di accettazione sociale. La possibilità di pagare per evitare il servizio ha portato all'impiego di soldati dai ceti meno abbienti: tutto ciò fu causa di riprovazione delle parti interessate.
Questo servizio aveva ricevuto la denominazione popolare di Mili ed era esclusivamente maschile. Negli ultimi anni del franchismo si verificarono i primi casi di obiezione della coscienza antimilitarista: tra essi figurano i testimoni di Geova, i quali già si rifiutavano di adempiere al servizio militare. Dopo la transizione democratica sorse il movimento di obiezione di coscienza (MOC), un'organizzazione con poche dozzine di attivisti. Nel 1984 l'obiezione della coscienza ottenne uno stato legale.
Il servizio militare obbligatorio è stato sospeso nel 2001.

### Stati Uniti
Durante la guerra civile i due governi ricorsero alla coscrizione obbligatoria. Il risentimento popolare crebbe notevolmente quando i meno abbienti si resero conto che i ricchi potevano pagare 300$ per evitare il reclutamento. Per questo preciso motivo, nel luglio del 1863 la città di New York fu teatro di una ribellione popolare.

### Finlandia
In Finlandia il servizio militare dura sei mesi ed è obbligatorio per tutti i giovani tra i 18 e i 30 anni. Le finlandesi che si rifiutano di fare il servizio militare hanno facoltà di sostituirlo con un servizio civile, che di solito dura il doppio del tempo.

### Francia
In Francia il servizio nazionale (o servizio militare) risale alla rivoluzione francese (leva di massa del 1793, organizzata dal governo Montagnardo e da Lazare Carnot), ed è il successore della milizia fondata da Louvois (Guardia nazionale francese). Precedentemente era stato istituito solo in alcuni periodi di guerra, per esempio durante il regno di Luigi XIV di Francia, e comunque non prevedeva la chiamata di tutti i sudditi. La legge Jourdan-Delbrel, datata 1798, istituì la coscrizione obbligatoria. La coscrizione fu abolita con la restaurazione francese del 1814, malgrado essere poi reintrodotta nel 1830. Un progetto di abolizione fu presentato dai monarchici sostenitori di Enrico di Borbone-Francia nel 1873, ma non fu accettato a causa del mancato ritorno della monarchia.
In Francia la coscrizione ha, durante il corso del tempo, sperimentato diverse forme e modalità. Usata massicciamente in alcuni periodi di conflittualità (come le guerre napoleoniche e la prima guerra mondiale), la coscrizione venne infine sospesa nel 1997. Nella sua ultima forma, era teoricamente "universale ed egualitaria", ma era in realtà obbligatoria solo per gli uomini.
Una convenzione voleva che il rilascio del coscritto fosse chiamato con il termine gergale argot quille ("alba"), l'espressione: "La quille!" indicava quindi la fine del servizio nazionale e il ritorno alla vita civile.
Il 22 febbraio 1996 il presidente della Repubblica Jacques Chirac annunciò la sua decisione di professionalizzare gli eserciti e di sospendere il servizio nazionale obbligatorio. La legge n. 97-1019 del 28 ottobre 1997 approvò questa sospensione, entrata poi in vigore dopo il 1998.
In sostituzione di questa pratica venne istituito un "giorno obbligatorio di consapevolezza per la difesa e la cittadinanza", il cosiddetto JAPD, oggi chiamato JDC (fr. Journée de la Défense et de la Citoyenneté, it. Giornata della Difesa e Cittadinanza).

### Israele
In Israele il servizio militare è obbligatorio dai diciotto anni: dura tre anni per gli uomini e due anni per le donne. Eccezione a ciò sono gli arabi israeliani, i quali sono sistematicamente esentati (malgrado l'esercito incorpori ogni anno sempre più volontari); minoranze arabe (Drusi e Beduini) svolgono dei compiti specifici alla loro religione.
Gli uomini di religione ebraica che non hanno la cittadinanza israeliana possono svolgere il loro servizio militare in Israele. Le donne sposate o incinte sono spesso esentate e possono di conseguenza svolgere un servizio civile.
Da diversi anni i giovani refusenik si rifiutano di servire nei territori occupati dallo stato di Israele: conseguenza di ciò è il loro arresto.

### Libano
In Libano il servizio militare obbligatorio è stato ridotto da dodici a sei mesi (legge del 4 maggio 2005). Il Paese ha successivamente abolito la coscrizione (legge del 10 febbraio 2007).

### Marocco
Nell'agosto 2018 è stata presentata una legge mirante a reintrodurre il servizio nazionale obbligatorio per i marocchini tra i 19 e i 25 anni. Questo servizio, della durata di dodici mesi, sarebbe obbligatorio per uomini e donne.

### Regno Unito
Il Regno Unito impose la coscrizione obbligatoria nel 1916, nell'ambito della prima guerra mondiale. Bertrand Russell, attivo sostenitore pacifista del periodo, fu allontanato dalla sua cattedra presso il Trinity College. La coscrizione fu successivamente abolita nel 1920.
Fu reintrodotta nel 1939, sotto proposta della Francia, nell'ambito dello scoppio della seconda guerra mondiale. Nel 1942 le donne nubili, aventi età compresa tra i 19 e i 30 anni, erano soggette a coscrizione. Molte sono state inviate nelle fabbriche, altre al dipartimento territoriale ausiliario (ATS, Auxiliary Territorial Service) e altre svolsero servizi pubblici a loro adatti. Nessuna è stata assegnata a missioni di combattimento, neanche le volontarie. Nel 1943 le donne, fino all'età di 51 anni, erano soggette a diverse forme di lavoro obbligatorio. Durante la seconda guerra mondiale, 1.4 milioni di uomini britannici si sono offerti volontari per il servizio militare; di questi 3.2 milioni sono stati sottoposti a coscrizione. I coscritti costituivano l'80% del British Army, il 60% della Royal Navy e il 50% della Royal Air Force.
L'abolizione della coscrizione è stata annunciata il 4 aprile 1957 dal neo-eletto primo ministro Harold Macmillan. La legge entrò in vigore nel 1960.

### Russia
Pietro il Grande stabilisce la cosiddetta "assunzione obbligatoria", un servizio militare forzato. Prima del 1793 tale servizio impiegava i coscritti a vita, mentre successivamente a tale data il periodo fu ridotto a 25 anni. Nel 1835 il servizio fu ridotto a 20 anni, mentre dal 1855 fu ridotto ulteriormente a 12 anni.
Il servizio militare dell'Unione Sovietica risaliva ad una legge del 1967: quest'ultima stabiliva la durata del servizio a due anni. La Russia, d'altro canto, con una legge del 2008, fissa la durata del servizio a 2 anni.

### Svizzera
In Svizzera la "cultura del mandato", di cui la coscrizione rappresenta un aspetto importante, è un elemento centrale d'identità nazionale. La Confederazione svizzera era originariamente una serie di cantoni alleati a vicenda in difesa reciproca. Gli svizzeri sono, pertanto, sempre stati molto legati alla coscrizione obbligatoria: ciò è dimostrato dall'ampia percentuale di voti negativi ottenuti nel referendum per l'abolizione della coscrizione del settembre 2013. Il 73.2% dei votanti si è dichiarato contrario all'abolizione della coscrizione.
Sebbene non vi sia attualmente alcun pericolo oggettivo per la sicurezza nazionale, la Svizzera – la cui popolazione è, in confronto, inferiore a quella di Londra – ha un numero di truppe leggermente superiore rispetto a quello del Regno Unito. Dato che tra le file delle forze armate vi è una maggioranza di cittadini volontari (e quindi una minoranza di soldati professionisti), molti svizzeri ritengono che l'esercito sia uno strumento di sovranità popolare, anziché uno strumento in mano allo Stato.
Una legge – votata nel 1996 – crea il servizio civile, atto a formare uno spirito di coscienza nazionale per gli obiettori di coscienza. Quest'ultimi devono, tuttavia, dimostrare la serietà della loro richiesta e svolgere un servizio leggermente più lungo. Dall'aprile 2009, la commissione incaricata di valutare le istanze degli obiettori di coscienza è stata soppressa. Da tale anno, pertanto, risulta necessaria solamente una dichiarazione firmata. Numerose sono le richieste che sono state avanzate a partire da quell'anno.

### Turchia
La Turchia ha il secondo più grande esercito della NATO: disponeva di 750.000 uomini (compresi 500.000 coscritti) nell'ottobre 2013.
Il servizio militare è obbligatorio per gli uomini e – dal 2014 – la sua durata è di un anno (prima era di 15 mesi). Gli studenti turchi all'estero possono differire l'età del servizio fino all'età di 33 anni. I turchi residenti all'estero possono differire l'età del servizio fino all'età di 38 anni e possono anche eseguire un servizio più breve (un mese) con una compensazione finanziaria. Nel 2010 si è discussa una nuova misura, prevedendo la generalizzazione di questo sistema a tutti i cittadini, contro un pagamento di circa 10.000 TRY.
Attraverso accordi bilaterali i cittadini turchi che effettuano il loro servizio militare in Germania, Austria, Danimarca, Finlandia, Francia (per quelli nati prima del 1 ° gennaio 1979), Grecia, Israele, Italia (per quelli nati prima del 1 ° gennaio 1985), Norvegia, Svezia, Svizzera, Siria o Tunisia sono esentati dai loro obblighi militari in Turchia. L'articolo 318 del codice penale turco prevede sanzioni contro i renitenti alla coscrizione obbligatoria.